# Молодовичі
Молодовичі (пол. Młodowice) — село в Польщі, у гміні Фредрополь Перемишльського повіту Підкарпатського воєводства, у межах етнічної української території Надсяння.
Населення — 510 осіб (2011).

## Розташування
Розташоване за 11 км від Перемишля, за 3 км від Нижанковичів та за 3 км від Фредрополя.
Лежить над річкою Залісся. Будівлі розташовані тісно вздовж річки.

## Історія
Село згадується вже в 1462 р. як власність Юрія Дзялоші. У 1510 р. тут була парафіяльна церква. У 1915 р. частину села спалили австрійські війська, які готувались до оборони фортеці Перемишль.
У 1785 р. в селі проживало 209 греко-католиків, 40 римо-католиків та 10 євреїв. У 1840 р. — 332 греко-католики; у 1859 р. — 320; у 1879 р. — 295; у 1899 р. — 330.
У 1921 р. в селі було 95 будинків і 591 мешканець, у тому числі 539 греко-католиків, 48 римо-католиків та 4 євреї. У 1938 р. було 660 греко-католиків та кілька родин польський і мішаних.
У 1945 р. майже половина мешканців була депортована в радянську Україну. Під час акції «Вісла» 1947 р. на західні землі Польщі вивезено 95 осіб. У 1956 р. до села повернулось 10 українських родин (у наступні роки ще дехто повернувся).
У 1975-1998 роках село належало до Перемишльського воєводства.

## Демографія
Демографічна структура станом на 31 березня 2011 року:
|          | Загалом | Допрацездатний вік | Працездатний вік | Постпрацездатний вік |
| -------- | ------- | ------------------ | ---------------- | -------------------- |
| Чоловіки | 251     | 70                 | 164              | 17                   |
| Жінки    | 259     | 52                 | 151              | 56                   |
| Разом    | 510     | 122                | 315              | 73                   |